# Auflösung (Blockplan)
Eine Auflösung eines 2-Blockplanes (einer speziellen Inzidenzstruktur) ist in der endlichen Geometrie eine Verallgemeinerung des Parallelismus von Blockplänen. So ist die Partition der Menge der d-dimensionalen Unterräume als Blöcke einer affinen Geometrie {\displaystyle AG_{d}(n,q)} in Parallelenscharen eine 1-Auflösung dieser Geometrie als 2-Blockplan. Ein Blockplan, der eine Auflösung zulässt, heißt auflösbarer Blockplan, zerfällt bei dieser Auflösung die Blockmenge in eine maximale Anzahl c von verallgemeinerten Parallelen-Scharen, dann spricht man von einer starken Auflösung und nennt den Blockplan stark auflösbar.

## Definitionen
- Sei {\displaystyle {\mathcal {I}}=({\mathfrak {p}},{\mathfrak {B}},I)} ein {\displaystyle 2-(v,k,\lambda )}-Blockplan. Eine Auflösung von {\displaystyle {\mathcal {I}}} ist eine Partition der Blockmenge {\displaystyle {\mathfrak {B}}} von {\displaystyle {\mathcal {I}}} in Scharen {\displaystyle \{{\mathfrak {B}}_{1},\ldots ,{\mathfrak {B}}_{c}\}}, so dass es positive ganze Zahlen {\displaystyle \{\rho _{1},\ldots ,\rho _{c}\}} gibt mit der Eigenschaft, dass jeder Punkt in {\displaystyle {\mathfrak {p}}} auf genau {\displaystyle \rho _{i}} Blöcken von {\displaystyle {\mathfrak {B}}_{i}} liegt. Die Zahlen {\displaystyle \rho _{1},\ldots ,\rho _{c}} heißen die Parameter der Auflösung. Sind alle Parameter einer Auflösung gleich {\displaystyle \rho }, so spricht man von einer {\displaystyle \rho }-Auflösung.
- Ein Blockplan heißt auflösbar bzw. {\displaystyle \rho }-auflösbar, wenn er eine Auflösung bzw. eine {\displaystyle \rho }-Auflösung besitzt.
- Ist {\displaystyle {\mathcal {I}}} ein auflösbarer Blockplan mit c Klassen und gilt {\displaystyle b+1=v+c}, dann wird diese Auflösung starke Auflösung des Blockplanes und der Blockplan stark auflösbar genannt.
- Sind {\displaystyle B,C\in {\mathfrak {B}}_{i}} zwei Blöcke eines auflösbaren Blockplanes in derselben Klasse {\displaystyle {\mathfrak {B}}_{i}}, dann schreibt man auch {\displaystyle B\parallel C} und nennt die Blöcke parallel bezüglich der Auflösung. Der so definierte verallgemeinerte Parallelismus ist offenbar eine Äquivalenzrelation auf der Menge der Blöcke.
- Für eine Auflösung {\displaystyle \{{\mathfrak {B}}_{1},\ldots ,{\mathfrak {B}}_{c}\}} setzt man {\displaystyle m_{i}=|{\mathfrak {B}}_{i}|,1\leq i\leq c} für die Anzahl der Blöcke in der Schar {\displaystyle {\mathfrak {B}}_{i}}.

## Eigenschaften
Sei {\displaystyle {\mathcal {I}}=({\mathfrak {p}},{\mathfrak {B}},I)} ein {\displaystyle 2-(v,k,\lambda )}-Blockplan, der eine Auflösung {\displaystyle \{{\mathfrak {B}}_{1},\ldots ,{\mathfrak {B}}_{c}\}} mit den Parametern {\displaystyle \rho _{1},\ldots ,\rho _{c}} besitzt. Dann gilt
1. {\displaystyle m_{i}\cdot k=v\cdot \rho _{i},\quad (1\leq i\leq c),}
2. {\displaystyle \rho _{1}+\cdots +\rho _{c}=r,\quad m_{1}+\cdots +m_{c}=b,}
3. Besitzt {\displaystyle {\mathcal {I}}} eine {\displaystyle \rho }-Auflösung, so ist k ein Teiler von {\displaystyle v\cdot \rho } und jede Klasse hat dieselbe Anzahl m von Blöcken.

- Ist {\displaystyle {\mathcal {I}}} ein auflösbarer Blockplan mit c Klassen, dann ist {\displaystyle b+1\geq v+c}.[3] Eine starke Auflösung ist also eine Auflösung mit der für die Blockmenge {\displaystyle {\mathfrak {B}}} von {\displaystyle {\mathcal {I}}} größtmöglichen Anzahl an Scharen.

### Satz von Hughes und Piper über starke Auflösungen
- Der folgende Satz von Hughes und Piper[4] charakterisiert die starken Auflösungen:

Sei {\displaystyle {\mathcal {I}}=({\mathfrak {p}},{\mathfrak {B}},I)} ein {\displaystyle 2-(v,k,\lambda )}-Blockplan mit b Blöcken, der eine Auflösung {\displaystyle \{{\mathfrak {B}}_{1},\ldots ,{\mathfrak {B}}_{c}\}} besitzt. Dann gilt {\displaystyle b+1\geq v+c} und Gleichheit genau dann, wenn es zwei nichtnegative Zahlen {\displaystyle \mu _{I}} („innere Schnittzahl“) und {\displaystyle \mu _{A}} („äußere Schnittzahl“) mit folgenden Eigenschaften gibt:
- Je zwei verschiedene Blöcke derselben Klasse haben stets genau {\displaystyle \mu _{I}} Schnittpunkte und
- je zwei Blöcke aus verschiedenen Klassen haben stets genau {\displaystyle \mu _{A}} Schnittpunkte.

### Satz von Beker über auflösbare 3-Blockpläne
- Der Satz von Beker[5] klärt die Frage, wann ein stark auflösbarer Blockplan ein 3-Blockplan ist:

Die stark auflösbaren 3-Blockpläne sind genau die Hadamard 3-Blockpläne.

## Beispiele
- Jeder Blockplan {\displaystyle {\mathcal {I}}=({\mathfrak {p}},{\mathfrak {B}},I)} besitzt die triviale Auflösung {\displaystyle \{{\mathfrak {B}}\}}, d. h. jeder Blockplan ist r-auflösbar. – Die Zahl {\displaystyle r=b_{1}} gibt bei einem Blockplan an, mit wie vielen Blöcken ein beliebiger Punkt inzidiert.
- Ist {\displaystyle \{{\mathfrak {B}}_{1},\ldots ,{\mathfrak {B}}_{c}\}} eine Auflösung von {\displaystyle {\mathcal {I}}}, dann erhält man wieder eine Auflösung von  {\displaystyle {\mathcal {I}}}, wenn man gewisse Scharen zu einer neuen Schar vereinigt. Zum Beispiel sind {\displaystyle \{{\mathfrak {B}}_{1}\cup {\mathfrak {B}}_{2},\ldots ,{\mathfrak {B}}_{c}\}} und {\displaystyle \{{\mathfrak {B}}_{1}\cup \ldots \cup {\mathfrak {B}}_{c-1},{\mathfrak {B}}_{c}\}} wieder Auflösungen von {\displaystyle {\mathcal {I}}}.
- Ein Blockplan ist genau dann 1-auflösbar, wenn er einen Parallelismus besitzt. Die Auflösung {\displaystyle \{{\mathfrak {B}}_{1},\ldots ,{\mathfrak {B}}_{c}\}} ist die Einteilung der Blockmenge in Parallelenscharen und es gilt {\displaystyle c=r=b_{1}}, die innere Schnittzahl ist dann {\displaystyle \mu _{I}=0}, die äußere Schnittzahl braucht aber nicht konstant sein.

- Speziell ist eine affine Geometrie  {\displaystyle AG_{d}(n,q)} mit ihrem gewöhnlichen Parallelismus 1-auflösbar und es gilt dann {\displaystyle m_{i}=b/r}, das heißt die Anzahl der Parallelen in jeder Schar ist gleich, die äußere Schnittzahl ist konstant, falls {\displaystyle d=n-1}, also die Blockmenge die Menge der Hyperebenen des Raumes ist.
- Jeder affine Blockplan ist durch seinen Parallelismus 1-auflösbar, auch hier ist {\displaystyle m_{i}=b/r} für jede Parallelenschar gleich.

## Verallgemeinerung: Taktische Zerlegung
Jede Auflösung eines 2-Blockplanes liefert zugleich auch eine spezielle taktische Zerlegung dieses Blockplanes. Bei dieser Verallgemeinerung des Konzeptes „Auflösung eines Blockplanes“ wird im Allgemeinen neben der Partitionierung der Blockmenge in (verallgemeinerte Parallelen-)Scharen auch die Punktmenge in mehrere „Punktklassen“ zerlegt.